# 牛头山水库
牛头山水库位于中国浙江省临海市，坝址在邵家渡乡牛头山村，建于灵江支流逆溪上。是以灌溉、防洪为主，结合发电、供水等综合利用的大（二）型水库。